# Wilkes 200 1951
Wilkes 200 1951 var ett stockcarlopp ingående i Nascar Grand National Series (nuvarande Nascar Cup Series) som kördes 21 oktober 1951 på den 0,625 mile (1005,84 meter) långa ovalbanan North Wilkesboro Speedway i North Wilkesboro, North Carolina. Totalt avverkades 125 miles (201,168 km) fördelat på 200 varv. Banunderlaget var dirt. Loppet vanns av Fonty Flock i en Oldsmobile på tiden 1:50.38 körandes för Ted Chester. Flocks snitthastighet var 67,791 mph. Prispotten uppgick till 3 600 dollar, varav 1 000 dollar gick till segraren.

## Resultat
| Plc     | Nr   | Förare           | Team/ bilägare      | Konstruktör | Start | Varv | Ledda varv |
| ------- | ---- | ---------------- | ------------------- | ----------- | ----- | ---- | ---------- |
| 1       | 7    | Fonty Flock      | Ted Chester         | Oldsmobile  | 4     | 200  | 118        |
| 2       | 42   | Lee Petty        | Petty Enterprises   | Plymouth    | 12    | i.u. | 0          |
| 3       | 82   | Joe Eubanks      | Phil Oates          | Oldsmobile  | 3     | i.u. | 0          |
| 4       | 91   | Tim Flock        | Ted Chester         | Oldsmobile  | 5     | i.u. | 0          |
| 5       | 71   | Cotton Owens     | Cotton Owens        | Studebaker  | 25    | i.u. | 0          |
| 6       | 16   | Bill Snowden     | Bill Snowden        | Ford        | 8     | i.u. | 0          |
| 7       | 0    | Jimmie Lewallen  | Hubert Hamilton     | Plymouth    | 14    | i.u. | 0          |
| 8       | 17   | Buddy Shuman     | R.H. Yandell        | Ford        | 11    | i.u. | 0          |
| 9       | i.u. | Jerry Wimbish    | Jerry Wimbish       | Oldsmobile  | 9     | i.u. | 0          |
| 10      | 77   | Bob Flock        | Ted Chester         | Hudson      | 2     | i.u. | 0          |
| 11      | 98   | Leon Sales       | Hubert Westmoreland | Plymouth    | 21    | i.u. | 0          |
| 12      | 88   | Dell Pearson     | Dell Pearson        | Plymouth    | 23    | i.u. | 0          |
| 13      | 93   | Donald Thomas    | Herb Thomas         | Plymouth    | 13    | 161  | 0          |
| 14      | 60   | Jim Paschal      | Julian Buesink      | Ford        | 16    | i.u. | 0          |
| 15      | 64   | Bill Widenhouse  | Bill Widenhouse     | Plymouth    | 17    | i.u. | 0          |
| 16      | 37   | Coleman Lawrence | Coleman Lawrence    | Ford        | 24    | i.u. | 0          |
| 17      | i.u. | Glenn Dunaway    | Glenn Dunaway       | Nash        | 19    | i.u. | 0          |
| 18      | 22   | Billy Myers      | R.G. Shelton        | Hudson      | 6     | i.u. | 0          |
| 19      | 9    | Jack Wade        | i.u.                | Oldsmobile  | 26    | i.u. | 0          |
| 20      | 99   | Leonard Tippett  | Leonard Tippett     | Hudson      | 7     | 124  | 0          |
| 21      | 92   | Herb Thomas      | Herb Thomas         | Hudson      | 1     | 82   | 82         |
| 22      | 90   | Shorty York      | Russ Loh            | Plymouth    | 22    | i.u. | 0          |
| 23      | 28   | Bob Walters      | i.u.                | Plymouth    | 20    | 72   | 0          |
| 24      | 2    | Bill Blair       | Bill Blair          | Ford        | 10    | i.u. | 0          |
| 25      | 27   | Gwyn Staley      | i.u.                | Ford        | 15    | i.u. | 0          |
| 26      | 55   | J.C. White       | i.u.                | Studebaker  | 18    | i.u. | 0          |
| Källor: |      |                  |                     |             |       |      |            |